# Ночной истребитель
Ночной истребитель — специализированный истребитель, предназначенный для действий против воздушного противника в ночное время. В частности во время Второй мировой войны ночные истребители особенно часто применялись в качестве ночных истребителей-перехватчиков.

## История
Своим появлением ночные истребители обязаны возникновению необходимости противодействия ночным бомбардировщикам противника. Особенно актуальной эта задача стала во время Второй мировой войны, когда обе воюющие стороны — СССР и Великобритания, с одной стороны, и нацистская Германия с другой — стали активно применять тактику ночных авианалётов, так как ночные авианалёты на тыловые объекты нередко оказывались более результативными, чем дневные. В частности, ночная темнота скрывала ночные бомбардировщики, обеспечивая достаточно скрытые и, как следствие, безопасные прохождение к цели и возвращение на базу. Также ведение огня силами ПВО по атакующим бомбардировщиком в ночное время сильно затруднено — требовалось использовать специальные («зенитные») прожекторы для освещения бомбардировщиков-целей, которые сами по себе представляли довольно уязвимую цель, но без которых расчеты ПВО были просто слепы. Затруднены и действия фронтовой истребительной авиации — в ночное время уйти от истребителей противника значительно легче, чем днем. Естественно, обе воюющие стороны активно применяли ночные истребители, реально оказавшиеся наиболее эффективным средством против ночных бомбардировщиков противника.

## Первая мировая война

### Великобритания
- Royal Aircraft Factory B.E.2 Night fighter
- Sopwith Camel "Comic" Night fighter
- Sopwith 1½ Strutter Night fighter
- Supermarine Nighthawk

## Вторая мировая война
Наиболее активно ночные истребители применялись во время Второй мировой войны. Применявшиеся в этой войне ночные истребители являлись самыми совершенными поршневыми истребителями, в том числе, особенно, в своем классе. Наиболее известны следующие модели ночных истребителей:

### Германия
- Arado Ar 68E-1

- Dornier Do 217J/N
- Focke-Wulf Ta 154
- Heinkel He 219
- Junkers Ju 88C/G
- Messerschmitt Bf 110D/F-4/G-4
- Messerschmitt Me 262 A-1a/U2, B-1a/U1
- Focke-Wulf Fw 189 A-1
- Focke-Wulf Fw 190 A-5/R11

### Италия
- Fiat CR.42CN
- CANT Z.1018/CN «Leone»
- Caproni-Vizzola F-5/CN
- Reggiane Re.2001CN Serie I,II,III «Falco»

### Япония
- Aichi S1A Denko
- Kawasaki Ki-45 KAIc
- Mitsubishi Ki-46-III KAI
- Mitsubishi Ki-109
- Nakajima C6N1-S
- Nakajima J1N1-S
- Yokosuka D4Y2-S
- Yokosuka P1Y1-S

### Венгрия
- MÁVAG Héja

### СССР
- Пе-3бис
- Як-9 ПВО
- МиГ-3 — основной советский ночной истребитель ПВО.

### Великобритания
- Douglas Havoc (построен в США)
- Douglas Havoc (Turbinlite) (построен в США)
- Boulton Paul Defiant Mk II
- Bristol Beaufighter
- Bristol Blenheim Mk IF
- de Havilland Mosquito NF series
- Fairey Firefly NF Mk 5

### США
- Douglas P-70
- Bristol Beaufighter (поставлен Великобританией)
- Grumman F6F-3E/F6F-3N/F6F-5N Hellcat
- Lockheed P-38M «Night Lightning»
- Northrop P-61 Black Widow
- Vought F4U-2/F4U-4E/F4U-4N Corsair

### Франция
- Mureaux 114/CN2
- Morane-Saulnier M.S. 408/CN
- Potez 631 C3/N

Данные истребители довольно хорошо зарекомендовали себя в качестве именно ночных истребителей. В частности Messerschmitt Bf.110 благодаря бортовому радару FuG 202/220 «Lichtenstein» мог эффективно самостоятельно находить воздушные цели в ночное время и в облаках, а благодаря системе «Неправильная музыка» мог атаковать бомбардировщики противника из мёртвой — непростреливаемой бортовыми стрелками бомбардировщика — зоны и оказался довольно эффективным средством против ночных британских бомбардировщиков.
МиГ-3 довольно часто обеспечивал тыловым и прифронтовым городам режим «спокойной ночи», срывая ночные налеты бомбардировщиков Люфтваффе.
Лётчики ночной истребительной авиации считались элитой люфтваффе.

## Послевоенные истребители

### США
- Douglas F3D Skyknight
- Grumman F7F-1N/2N Tigercat
- Lockheed F-94 Starfire
- McDonnell F2H-2N/F2H-4 Banshee
- McDonnell F-101 Voodoo
- North American F-82F/G/H Twin Mustang
- North American F-86D/K/L Sabre
- Northrop F-89 Scorpion
- Vought F4U-5N/F4U-5NL Corsair/Goodyear FG-1E Corsair

### Великобритания
- de Havilland Mosquito NF 36/38
- de Havilland Sea Hornet NF 21
- de Havilland Vampire NF 10/54
- de Havilland Venom NF 2/2A/3/51/54
- Gloster Meteor NF 11/12/14
- Gloster Javelin

### Канада
- Avro Canada CF-100